# Mr. Driller
Mr. Driller (jap. ミスタードリラー misutādorirā) – seria gier komputerowych produkowana i wydawana przez Namco. Dotychczas wydano 9 gier z serii na ponad 11 platform. Mr. Driller pojawił się także na PlayStation Classic.
Głównym bohaterem serii jest Susumu Hori, syn Taizou Hori, bohatera serii gier tego samego wydawcy, Dig Dug.

## Rozgrywka
Mr. Driller jest serią gier logiczno-zręcznościowych, polegających na wdzieraniu się w głąb kolorowych klocków o 4 kolorach – żółtym, czerwonym, zielonym i niebieskim. Należy przy tym uważać, żeby nie przygniotły cię inne klocki, a także uzupełniać zapas tlenu poprzez zbieranie kapsuł z nim. Gra posiada kilka poziomów trudności i trybów.

## Lista gier z serii
| Wydanie                          | Platforma        | Data wydania                                                                                           |
| -------------------------------- | ---------------- | --- |
| Mr. Driller                      | Arcade           | 1999                                                                                                   |
| Mr. Driller                      | PC               | Japonia – 2 marca 2001 Europa – 2001                                                                   |
| Mr. Driller                      | Playstation      | Japonia – 29 czerwca 2000 USA – 9 maja 2000 Europa – 2000                                              |
| Mr. Driller                      | Dreamcast        | Japonia – 29 czerwca 2000 USA – 25 czerwca 2000 Europa – 2000                                          |
| Mr. Driller                      | Game Boy Color   | Japonia – 29 czerwca 2000 USA – 2 sierpnia 2000 Europa – 2000                                          |
| Mr. Driller                      | WonderSwan Color | Japonia – 15 kwietnia 2001                                                                             |
| Mr. Driller 2                    | Arcade           | Japonia – 2000 USA – 2000                                                                              |
| Mr. Driller 2                    | PC               | Japonia – 29 marca 2002                                                                                |
| Mr. Driller 2                    | Game Boy Advance | Japonia – 21 marca 2001 USA – 10 kwietnia 2005 Europa – 30 stycznia 2004                               |
| Mr. Driller G                    | Arcade           | Japonia – 2001                                                                                         |
| Mr. Driller G                    | Playstation      | Japonia – 22 listopada 2001                                                                            |
| Mr. Driller Ace                  | Game Boy Color   | Japonia – 23 sierpnia 2002                                                                             |
| Mr. Driller: Drill Land          | GameCube         | Japonia – 20 grudnia 2002                                                                              |
| Mr. Driller: Drill Spirits       | Nintendo DS      | Japonia – 2 grudnia 2004 USA – 30 listopada 2004 Australia – 25 kwietnia 2005 Europa – 11 marca 2005   |
| Mr. Driller Online               | Xbox Live Arcade | Japonia – 2 kwietnia 2008 USA – 2 kwietnia 2008 Europa – 2 kwietnia 2008                               |
| Mr. Driller W                    | WiiWare          | Japonia – 24 lutego 2009 USA – 24 sierpnia 2009 Australia – 28 sierpnia 2009 Europa – 28 sierpnia 2009 |
| Mr. Driller: Drill Till You Drop | DSiWare          | Japonia – 25 lutego 2009 USA – 5 kwietnia 2010 Australia – 16 kwietnia 2010 Europa – 16 kwietnia 2010  |